# International Handball Federation

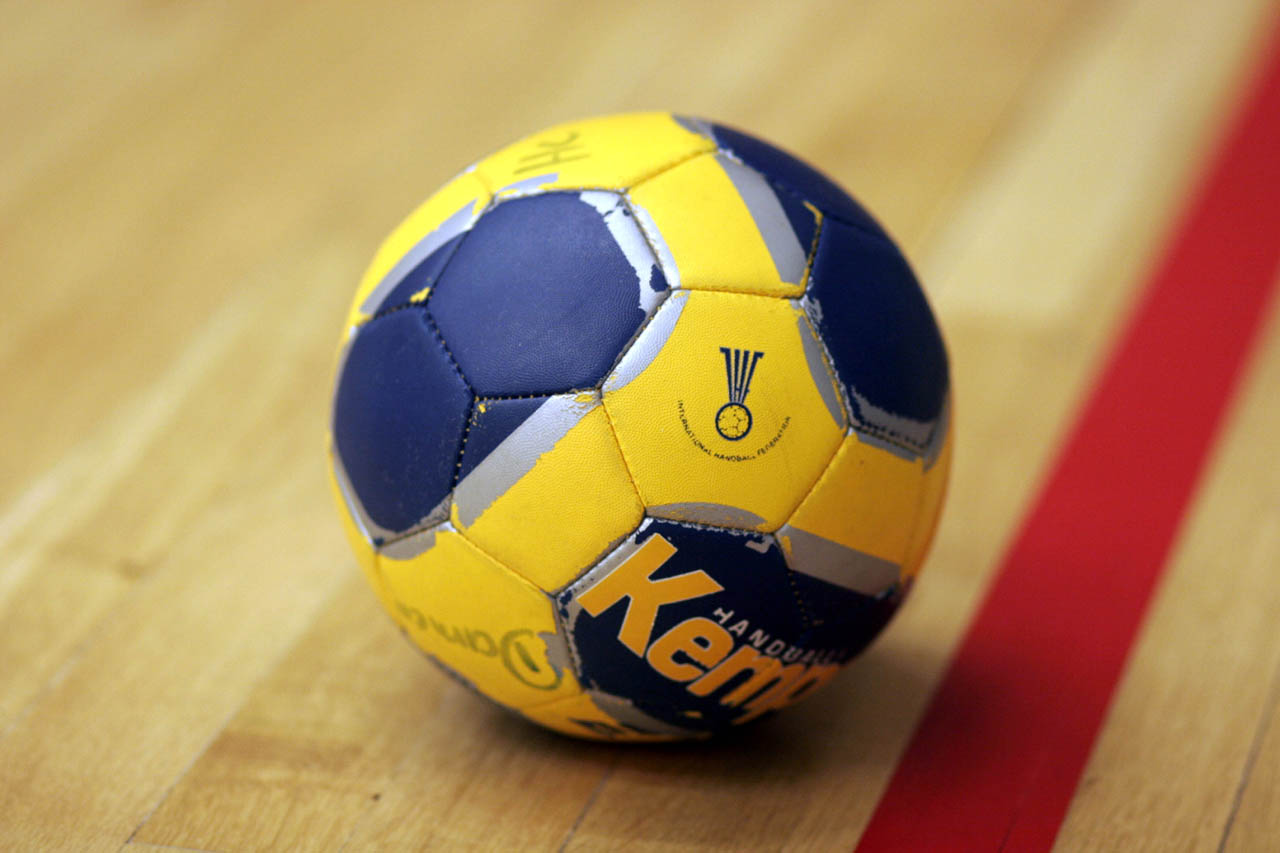
Officiell handboll. Storlek III för herrar.

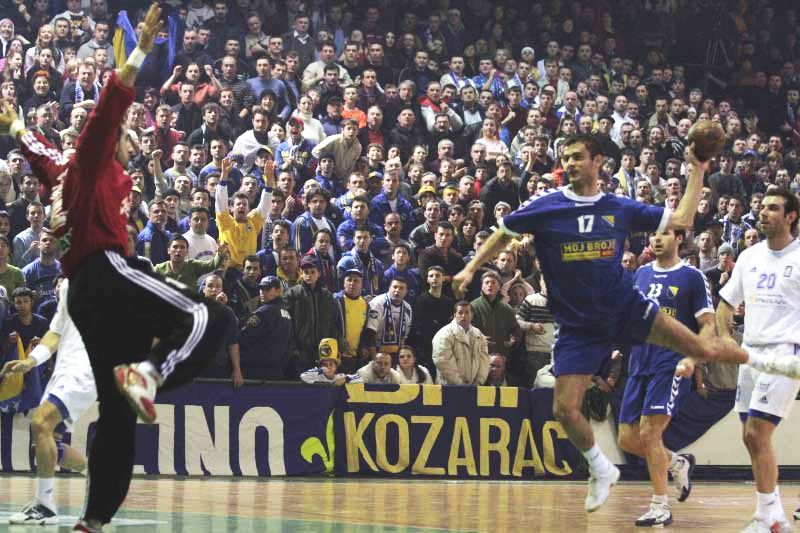
VM-kval-match mellan Bosnien och Grekland, 2006.

International Handball Federation (IHF) är det internationella idrottsförbundet för handboll. International Handball Federation bildades den 11 juli 1946 och organiserar internationell handboll. Förbundet styrs av en president och består av 5 medlemsförbund, ett för varje kontinent. IHF organiserar också internationella tävlingar som OS och VM. Kontinentala mästerskap, som EM, organiseras dock inte av IHF utan av de berörda medlemsförbunden.
Förbundet har sitt säte i Basel, Schweiz.

## Historia
Trots att det internationella handbollsförbundet inte grundades officiellt förrän den 12 juli 1946 så finns en historia kring internationella handbollsförbund innan dess.

### IAHF, Internationella amatörhandbollsförbundet
I slutet av 1800-talet började handboll på allvar att utvecklas, men det dröjde till 1928 till Internationella amatörhandbollsförbundet (IAHF) grundades. IAHF grundades i Nederländernas huvudstad Amsterdam i samband med de olympiska sommarspelen samma år i Amsterdam trots att handboll ännu ej var en del av det olympiska programmet.
Internationella amatörhandbollsförbundet höll i samband med OS i Berlin 1936 - handbollens debut-OS där Tyskland segrade - en kongress vid vilken de 40 medlemsländerna närvarade.
Första mästerskapet i internationell handboll (förutom OS) arrangerades 1938, där Tyskland också segrade.

### Modern historia
1946 grundades IHF, ett år efter andra världskrigets slut. Det skedde i samband med ett möte i Palace Hotel i Köpenhamn, Danmark, där åtta nationer närvarade. Dessa nationer var Danmark, Finland, Frankrike, Nederländerna, Norge, Polen, Schweiz och Sverige.
Den första presidenten i IHF var svensken Gösta Björk som dessutom vid samma tid var president i Svenska Handbollsförbundet. Gösta Björk avgick 1950.

## Mästerskap anordnade av IHF
- Olympiska Spelen, har arrangerats sedan OS i Berlin 1936 (från början av IAHF).
- Världsmästerskapen
  - Dam, arrangerats sedan 1957
  - Herr, arrangerats sedan 1938
  - Ungdoms- och Junior-VM för både pojkar och flickor.
- World Games (Beach handboll), arrangerats sedan 1981
- IHF Super Globe (Turnering för klubblag), arrangerats sedan 1997

## Organisation

### IHF:s exekutiva kommitté
IHF:s exekutiva kommitté, giltig under mandatperioden 2021–2025:
| Uppdrag                | Namn               |
| ---------------------- | ------------------ |
| Ordförande             | Hassan Moustafa    |
| Vice ordförande        | Joël Delplanque    |
| Kassör                 | Anna Rapp          |
| Exekutiva ledamöter    | Narcisa Lecușanu   |
| Exekutiva ledamöter    | František Táborský |
| Verkställande direktör | Amal Khalifa       |

### IHF:s kommissioner
IHF organiserar sitt arbete i fem kommissioner, vilka är:
- Kommissisonen för organisation och tävlingar (COC). Ansvarig ledare är Leon Kalin (Slovenien).
  - Organiserar OS, VM och turneringar mellan klubblag.
  - Bestämmer om regler för dessa tävlingar.
- Kommissionen för regler och domare (PRC). Ansvarig ledare är Manfred Prause (Tyskland).
  - Ser över utbildningen för internationella domare.
  - Bestämmer om grundläggande regler för handboll.
- Kommissionen för träning och metoder (CCM). Ansvarig ledare är Naser Abu Marzouq (Kuwait).
  - Ger förslag om regeländringar.
  - Ger ut instruktionshandböcker & håller kurser.
- Medicinska kommissionen (MC). Ansvarig ledare är Dr. François Gnamian (Elfenbenskusten).
  - Arbetar med dopingregler och genomför dopingtester.
  - Utvecklar utrustning & material med hänseende till skaderisk och dylikt.
- Kommission för stöd och public relations (CPP). Ansvarig ledare är Fabiano Redondo (Brasilien).
  - Arbetar främst med mediarelationer och kurser.

### Historia
|     | Namn            | Land      | Period                             |
| --- | --------------- | --------- | ---------------------------------- |
| 1.  | Gösta Björk     | Sverige   | 11 juli 1946 – 9 september 1950    |
| 2.  | Hans Baumann    | Schweiz   | 9 september 1950 – 9 februari 1971 |
| Tf. | Paul Högberg    | Sverige   | 9 februari 1971 – 23 augusti 1972  |
| 3.  | Paul Högberg    | Sverige   | 23 augusti 1972 – 25 juli 1984     |
| 4.  | Erwin Lanc      | Österrike | 25 juli 1984 – 26 november 2000    |
| 5.  | Hassan Moustafa | Egypten   | 26 november 2000 – sittande        |

## Medlemmar
- Afrika (CAHB)
  -  Algeriet
  -  Angola
  -  Benin
  -  Botswana
  -  Burkina Faso
  -  Burundi
  -  Centralafrikanska republiken
  -  Djibouti
  -  Egypten
  -  Ekvatorialguinea
  -  Elfenbenskusten
  -  Eritrea
  -  Etiopien
  -  Gabon
  -  Gambia
  -  Ghana
  -  Guinea
  -  Guinea-Bissau
  -  Kamerun
  -  Kap Verde
  -  Komorerna
  -  Kongo-Brazzaville
  -  Kongo-Kinshasa
  -  Kenya
  -  Lesotho
  -  Liberia
  -  Libyen
  -  Madagaskar
  -  Mali
  -  Malawi
  -  Marocko
  -  Mauretanien
  -  Mauritius
  -  Moçambique
  -  Namibia
  -  Niger
  -  Nigeria
  -  Rwanda
  -  São Tomé och Príncipe
  -  Senegal
  -  Seychellerna
  -  Sierra Leone
  -  Somalia
  -  Sudan
  -  Swaziland
  -  Sydafrika
  -  Sydsudan
  -  Tanzania
  -  Tchad
  -  Togo
  -  Tunisien
  -  Uganda
  -  Zambia
  -  Zimbabwe
- Asien (AHF)
  -  Afghanistan
  -  Bahrain
  -  Bangladesh
  -  Bhutan
  -  Brunei
  -  Filippinerna
  -  Förenade arabemiraten
  -  Hongkong
  -  Indien
  -  Indonesien
  -  Irak
  -  Iran
  -  Japan
  -  Jemen
  -  Jordanien
  -  Kambodja
  -  Kazakstan
  -  Kina
  -  Kinesiska Taipei
  -  Kirgizistan
  -  Kuwait
  -  Laos
  -  Libanon
  -  Macao
  -  Malaysia
  -  Maldiverna
  -  Mongoliet
  -  Nepal
  -  Nordkorea
  -  Oman
  -  Pakistan
  -  Palestina
  -  Qatar
  -  Saudiarabien
  -  Singapore
  -  Sri Lanka
  -  Sydkorea
  -  Syrien
  -  Tadzjikistan
  -  Thailand
  -  Turkmenistan
  -  Uzbekistan
  -  Vietnam
  -  Östtimor
- Europa (EHF)
  -  Albanien
  -  Andorra
  -  Armenien
  -  Azerbajdzjan
  -  Belgien
  -  Bosnien och Hercegovina
  -  Bulgarien
  -  Cypern
  -  Danmark
  -  Estland
  -  Finland
  -  Frankrike
  -  Färöarna
  -  Georgien
  -  Grekland
  -  Island
  -  Irland
  -  Israel
  -  Italien
  -  Kosovo
  -  Kroatien
  -  Lettland
  -  Liechtenstein
  -  Litauen
  -  Luxemburg
  -  Malta
  -  Moldavien
  -  Monaco
  -  Montenegro
  -  Nederländerna
  -  Nordmakedonien
  -  Norge
  -  Polen
  -  Portugal
  -  Rumänien
  -  Ryssland
  -  Schweiz
  -  Serbien
  -  Slovakien
  -  Slovenien
  -  Spanien
  -  Storbritannien
    -  England
    -  Skottland
    -  Wales

  -  Sverige
  -  Tjeckien
  -  Turkiet
  -  Tyskland
  -  Ukraina
  -  Ungern
  -  Vitryssland
  -  Österrike
- Nordamerika och Karibien (NACHC)
  -  Antigua och Barbuda
  -  Bahamas
  -  Barbados
  -  Brittiska Jungfruöarna
  -  Caymanöarna
  -  Dominica
  -  Dominikanska republiken
  -  Grenada
  -  Grönland
  -  Guadeloupe
  -  Haiti
  -  Jamaica
  -  Kanada
  -  Kuba
  -  Martinique
  -  Mexiko
  -  Puerto Rico
  -  Saint Kitts och Nevis
  -  Saint Lucia
  -  Trinidad och Tobago
  -  USA
- Oceanien (OCHF)
  -  Amerikanska Samoa
  -  Australien
  -  Cooköarna
  -  Fiji
  -  Guam
  -  Kiribati
  -  Marshallöarna
  -  Mikronesien
  -  Nauru
  -  Nordmarianerna
  -  Nya Kaledonien
  -  Nya Zeeland
  -  Palau
  -  Papua Nya Guinea
  -  Salomonöarna
  -  Samoa
  -  Tahiti
  -  Tonga
  -  Tuvalu
  -  Vanuatu
- Syd- och centralamerika (SCAHC)
  -  Argentina
  -  Belize
  -  Bolivia
  -  Brasilien
  -  Chile
  -  Colombia
  -  Costa Rica
  -  Ecuador
  -  El Salvador
  -  Franska Guyana
  -  Guatemala
  -  Guyana
  -  Honduras
  -  Nicaragua
  -  Panama
  -  Paraguay
  -  Peru
  -  Uruguay
  -  Venezuela